# Canal Digital
Canal Digital var en af Nordens største distributører af kabel-tv og satellit-tv. I 2021 blev virksomheden fusioneret med Viasat og blev til Allente.
Selskabet opstod af et samarbejde mellem Canal+ og Telenor Broadcasting. Fra 2003 til 2021 var Canal Digital ejet af Telenor.

## Historie
Canal Digital blev grundlagt i marts 1997 af det franske betalingstv-selskab Canal+ Groupe og den norske telekommunikationskoncern Telenor for at tilbyde digitalt tv til de nordiske tv-seere. Ejerne havde flere års erfaring fra FilmNet/Multichoice og Tele-TV/CTV, hvilket gav det nye selskab mulighed for allerede fra begyndelsen at tilbyde abonnenterne det største og bedste udvalg af nordiske og internationale tv-kanaler, og i 1998 blev Canal Digitals abonnenter således de første, der fik adgang til digitalt tv og interaktive tjenester på det nordiske marked.
I 2001 fik Telenor fuldt ejerskab i Canal Digital, da de købte Canal+ Groupe ud, og to år senere, i 2003, samlede Telenor sine mange tv-virksomheder, hvilket blandt andet betød, at Canal Digital i Danmark fusionerede med Telenor Vision under navnet Canal Digital Danmark.
I 2005 købte Canal Digital Danmark service- og internetvirksomheden OE Kabel-TV og fik dermed mulighed for også at udbyde bredbånd, IP-telefoni og teknisk service til det danske kabel- og antenneforeningsmarked. Samme år gik Canal Digital desuden i luften med den første af siden mange HDTV-kanaler i Danmark.
I 2012 blev den danske afdeling af Canal Digital Kabel-tv solgt til Stofa for 51 millioner kroner.
I 2013 indgik Canal Digital en historisk aftale med konkurrenten Viasat, som bl.a. betyder at Canal Digital nu har TV3 og TV3 Puls i alle sine pakker i Danmark.
I 2020 fusionerede Canal Digital og Viasat til ét selskab og hedder nu fra d. 13. april 2021, Allente.